# Bailando solo
«Bailando solo» es una canción interpretada por el grupo de rock chileno Los Bunkers, escrita por Francisco y Mauricio Durán, e incluida originalmente en La velocidad de la luz (2013). La canción tiene un estilo más moderno que sus antecesores, ya que fue escrita como un ritmo más bailable, con teclados y sintetizadores, nuevas técnicas que la banda usó para el álbum, que fue más fresco y bailable, pero mantuvo su estructura de rock clásico.
Fue lanzado como sencillo el 5 de abril de 2013, en formato de descarga digital, para promocionar el álbum La Velocidad de la Luz. El 7 del mismo mes llegó a la tienda en línea de iTunes.   La canción además fue incluida en la gira que comenzó la banda en ese año, donde recorrieron todo Chile, comenzando con el sur.
Bailando Solo se convirtió en todo un éxito durante el 2013, llegando al primer puesto en las lista musicales chilenas. Con esta canción, Los Bunkers consiguieron su segundo número #1 en Chile, después del hit «Quién fuera», en 2011; hazaña muy difícil de lograr por artistas nacionales. Además, la canción se alza como uno de los hits más exitosos de la banda, convirtiéndose en el sencillo más escuchado en radios chilenas en el año, según el más reciente ranking difundido por la Sociedad Chilena de Derecho de Autor (SCD), con más de 5700 reproducciones en el dial.[cita requerida]

## Contenido y recepción
La canción fue lanzada como sencillo en formato de descarga digital. Además la incluyeron en su gira de 2013 alrededor de Chile. El sencillo cuenta con la participación de Emmanuel del Real, miembro de la banda Café Tacvba, tocando los teclados Rhodes. También fue el productor del sencillo, junto con Yamil Rezc, y del álbum donde se incluirá la canción.
Fue tocado por primera vez en el Casino Dreams de Valdivia. El sencillo fue algo más fresco a lo que venía haciendo la banda desde hace años. El sencillo consiguió llegar a la posición 1 en Chile.
El baterista de la banda, Mauricio Basualto, dijo en una entrevista que:

Tiene mucha frescura y energía, y es lo ideal para volver después de un tiempo. Siento que es una canción muy arriba y perfecta para un retorno. Ahora tenemos más opiniones y hay miradas externas que nos sirven para escoger lo que queremos. Antes sólo decidíamos nosotros y obvio que eso provoca fricciones. Pero lo más importante es que se mejoró el trato en el estudio, en la relación del grupo, y fue como volver al estilo que teníamos hace un tiempo atrás. Yo siento que aquí la batería está más protagónica que nunca
Mauricio Basualto.

## Información
Según su compositor Mauricio Durán, el tema trata sobre una persona adicta al MDMA.

## Vídeo musical
El vídeo musical fue estrenado el 5 de abril de 2013 a través de distintos medios nacionales, como la cuenta oficial del grupo en YouTube. Contó con la dirección de Pascal Krumm (quien también realizó los videos de «Fiesta» y «Ángel para un final») y fue bien recibido por los fans.
El vídeo comienza con una carrera de cuatro niños por una calle, hasta que luego comienza a contar una historia (ambientada en los años ochenta) de un niño que sufre una desilusión amorosa por una niña enamorada de su mejor amigo. Él sufre cuando están juntos, hasta que en la fiesta de cumpleaños de su amigo comienza a bailar en la oscuridad y logra conquistar a la chica.

## Posicionamiento en listas
| Lista                              | Mejor posición |
| ---------------------------------- | -------------- |
| Chile Singles Chart                | 1              |
| Chile (Top 20)                     | 1              |
| Los 40 Principales                 | 1              |
| Cooperativa: 30 Chilenos           | 1              |
| Los 40 Principales                 | 2              |
| Radiónica (Top 25)                 | 18             |
| Radio K1 (Top 20)                  | 19             |
| Venezuela Pop Rock (Record Report) | 14             |

## Créditos
- Álvaro López – Voz principal
- Francisco Durán – Guitarra líder
- Mauricio Durán – Guitarra rítmica
- Gonzalo López – Bajo
- Mauricio Basualto – Batería

Con la participación especial de:
- Emmanuel del Real – Rhodes

- Producido por Emmanuel del Real y Yamil Rezc
- Grabado y mezclado por Eduardo del Águila y Yamil Rezc
- Masterizado por Tom Baker en Precision Mastering